# 술리아 FC
술리아 FC(스페인어: Zulia Fútbol Club)는 베네수엘라 술리아주를 연고로 하는 축구단이다. 2005년 1월 16일에 창단했으며, 2022년 12월 12일에 데포르티보 라요 술리아노에 합병을 발표하여 2023년 1월 28일에 합병이 확인되었다.